# Août 1967

## Évènements
- Québec : ouverture des cinq premiers CÉGEPs (collèges d’enseignement général et professionnel).

- 1er août : ouverture à Khartoum de la réunion des ministres des Affaires étrangères arabes. L’Égypte propose le retrait des forces égyptiennes du Yémen en échange de la formation d’un front arabe uni contre Israël. Nasser espère obtenir une aide financière des pays pétroliers pour reconstituer son armée.
- 2 - 9 aout : le 52e congrès mondial d’espéranto a lieu à Rotterdam.
- 3 août :
  - Indonésie : Soekarno est assigné à résidence dans son palais d’été de Bogor.
  - Création mondiale à Avignon par le Ballet du XXe siècle de Messe pour le temps présent.
- 6 août (Formule 1) : Grand Prix automobile d'Allemagne.
- 8 août : création à Bangkok de l'Association des nations du Sud-Est asiatique (ASEAN)[1], lors d’une réunion des ministres chargés des Affaires étrangères de Malaisie, Philippines, Singapour, Indonésie et Thaïlande. Le Sultanat de Brunei en deviendra membre en 1984. L’ASEAN a pour objectif de promouvoir la croissance économique et d’encourager la collaboration sur les plans économique, social et culturel. Le Vietnam a été le premier pays communiste à y être admis en 1995.
- 13 août, France : le village d’Arette (Basses-Pyrénées) est détruit par un séisme.
- 15 août : les ministres du pétrole arabe décident de soumettre la question de la levée de l’embargo au sommet de Khartoum.
- 17 août, France : ordonnances sur l'intéressement des salariés aux bénéfices de l'entreprise. La participation des salariés aux fruits de l'expansion devient obligatoire dans les entreprises de plus de 100 salariés, par la création du Plan d'épargne d'entreprise (PEE).
- 21 août : accident de Martelange. Un poids-lourd contenant 45 000 litres de gaz liquide dévale la N4 belge et percute un pont sur la Sûre à la frontière avec le Grand-Duché de Luxembourg. Bilan: 22 morts et de nombreux blessés graves.
- 22 août :
  - France : ordonnances et décrets réformant la sécurité sociale.
  - Mali : le Président Modibo Keïta annonce la dissolution du bureau politique du parti unique et la saisie par le Comité de Défense de la Révolution de la totalité des pouvoirs (CNDR). La constitution est suspendue. La situation économique l'oblige à dévaluer le franc malien qui entraîne un mécontentement général.
- 26 août : début de la guérilla en Namibie contre le pouvoir sud-africain, à la suite d'un accrochage entre la SWAPO et la police sud-africaine (fin en 1987). Elle fera plus de 20 000 morts dont 11 000 pour la SWAPO.
- 27 août (Formule 1) : Grand Prix automobile du Canada.
- 28 août : Thurgood Marshall est le premier Noir à siéger à la Cour Suprême.
- 29 août : ouverture du IVe sommet Arabe de Khartoum, qui réunit huit chefs d’États arabes, en l’absence de la Syrie. Nasser et Fayçal parviennent à s’entendre. L’Égypte confirme son évacuation du Yémen du Nord, l’embargo pétrolier est levé, 20 % des revenus pétroliers seront versés au pays arabes de la ligne de front avec Israël. Khartoum scelle la réconciliation entre régimes progressiste et conservateurs. C’est la fin de l’antagonisme égypto-saoudien.

## Naissances
- 3 août : Mathieu Kassovitz, acteur, producteur, réalisateur et scénariste français.
- 13 août : Amélie Nothomb, écrivain belge.
- 16 août : Clovis Cornillac, acteur français.
- 17 août : Richard Ruben, humoriste
- 21 août : 
  - Serj Tankian, chanteur du groupe System of a Down.
  - Carrie-Anne Moss, actrice.
- 28 août : Stéphanie Janicot, écrivain français.
- 29 août : 
  - Jiří Růžek,  photographe tchèque.
  - Neil Gorsuch, juge à la Cour suprême des États-Unis depuis 2017.

## Décès
- 2 août : 
  - Adrien Arcand, journaliste et militant d'extrême-droite.
  - Henryk Berlewi, peintre et dessinateur polonais (° 20 octobre 1894).
- 15 août : René Magritte, peintre belge (° 21 novembre 1898).
- 16 août : Elvis Presley, chanteur américain (the king)
- 19 août :
  - Isaac Deutscher, journaliste, écrivain et historien polonais (° 3 avril 1907).
  - Hugo Gernsback, écrivain de science-fiction (° 16 août 1884).
- 22 août : Junie Astor, comédienne.